# Josep Biosca i Biosca
Josep Biosca i Biosca (Albatàrrec, 1896 - 2 de juliol de 1994) va ser un escultor català. Aprengué dibuix a Lleida de la mà de Lluís Izquierdo, i feu amistat amb Paco Mercè i Miquel Viladrich, entre d'altres.
El 1918 es traslladà a París on va treballar al taller de l'escultor rossellonès Gustau Violet fins que aquest es traslladà a Ceret. Biosca l'acompanyà fins a la capital del Vallespir, on va entrar en contacte amb artistes com Juan Gris i Manolo Hugué. Temps després retornà a París i va treballar al taller d'Aristides Maillol abans d'establir-se pel seu propi compte a la capital francesa, on hi residí fins a l'ocupació alemanya. En aquella època, la crítica destacà l'equilibri de masses i formes com a elements fonamentals de les seves escultures en marbre, bronze i terra cuita.
| «                                                                       | Gràcia, finor, carnoses sinuositats maillolianes. Un punt de sensualisme i un altre de ponderació del volum. Les seves dones tenen les cuixes potents i tendres. | » |
| — R. B. i A., Revista Lleida, any vi, núm. 109, desembre 1929, p. 41-43 | |   |

Conegut i apreciat pels seus treballs en escultura religiosa, Biosca fou membre de l'equip que treballà en la restauració de les escultures del Monestir de Poblet, i també fou l'encarregat d'elaborar la mare de Déu de l'església de la casa general de l'orde del Cister, a Roma. L'any 1990 va fer donació de dues obres al Museu Morera de Lleida. Va morir el 2 de juliol de 1994.

## Exposicions destacades
- 1925: Sala Herbrad, París (individual)
- Dècada del 1930: Saló dels Independents, París (col·lectiva)
- 1942: Exposició Nacional Espanyola (col·lectiva)
- 1961: Sala Rovira, Barcelona (individual)
- 196: Círculo Artístico, Barcelona (col·lectiva)
- 1983-1984: Museu Morera, Lleida (individual)